# توماس فولي
توماس فولي (بالإنجليزية: Thomas Foley)‏ هو سياسي بريطاني، ولد في 14 يونيو 1853 في سوانزي في المملكة المتحدة، وتوفي في 16 سبتمبر 1920 في تاونسفيل في أستراليا. حزبياً، نشط في Queensland Labor Party ‏. وقد انتخب عضو المجلس التشريعي ولاية كوينزلاند.